# Spring Grove (Londres)
Spring Grove est le district nord-ouest de la ville de Isleworth dans le borough de Hounslow, à Londres, en Angleterre. Il se situe à l'est du district de Lampton ; au nord de la route de Londres à Isleworth, à l'ouest de la ligne de train Barnes-Feltham ; et au sud de l'arrondissement d'Osterley. L'eau de source qui est apparue dans la région au XVIIIe siècle, a été utilisée pour l'agriculture et l'horticulture.
De belles résidences georgiennes avec de grands terrains sont d'abord apparues. Puis est venu le chemin de fer (la gare d'Isleworth était autrefois appelée « Spring Grove & Isleworth »), et avec lui le développement de propriétés victoriennes, caractérisée par de belles avenues et de grandes maisons individuelles à deux étages. Ensuite, au cours du XXe siècle, ont été construites de nombreuses maisons plus modestes. À l'approche du tournant du XXIe siècle, certaines des grandes villas victoriennes ont cédé la place à des constructions modernes aux formes variées.
Le district comprend un certain nombre de grands établissements d'enseignement.

## Personnalités liées à la ville
- Ellen Willmott (1858-1934), jardinière, y est née.